# Yves Alix (artiste)
Pour les articles homonymes, voir Yves Alix et Alix.
 (juillet 2016).
Yves Émile Henri François Alix, né le 19 août 1890 à Fontainebleau, et, mort le 22 avril 1969 à Paris, est un peintre, graveur et écrivain français.

## Biographie
Fils du vétérinaire pour l'escadron militaire Eugène Alix, Yves Alix naît le 19 août 1890 à Fontainebleau
Yves Alix réalise son premier tableau Bord du canal à Saint Michel en 1905 et, deux ans plus tard, après l’obtention du baccalauréat, il suit durant quelques mois des cours de dessin à Angers. Il est admis à l’Académie Julian à Paris, ville qu’il ne quittera plus, et obtient le concours d’entrée de l’École des beaux-arts de Paris. En 1909, il rejoint l’Académie Ranson où enseignent Maurice Denis et Pierre Bonnard, et où ses condisciples sont Roger de La Fresnaye, Édouard Goerg et Louis Latapie. Il y devient lui-même professeur de dessin en 1918 et rencontre Charlotte Marchal qu’il épouse en 1919. Celle-ci créera en 1926 le Bureau international des arts français, auquel le peintre participe, et s’associera au début des années 1930 avec Louis Sognot en adhérant à l’Union des artistes modernes. 
Dès 1912, Yves Alix participe au Salon des indépendants où il devient membre du comité en 1919, et au Salon d’Automne où il devient sociétaire en 1921. Ses premières expositions personnelles ont lieu en 1914 à la galerie Barbazanges, puis en 1921 à la Galerie La Licorne à Paris, en 1922 à la Galerie Le Centaure à Bruxelles et à la Galerie Drouet à Paris, en 1923 à la Galerie Marcel Bernheim à Paris avec André Favory, Wilhelm Gimmi, Marcel Roche et Henry de Waroquier ainsi qu'à la Galerie van Deene à Amsterdam avec Conrad Kickert, Albert Huyot, Marcel Gromaire, Valdo Barbey et André Dunoyer de Segonzac. Il devient en 1925 président de l'Association des peintres et graveurs professionnels et, en 1928, vice-président de la Jeune gravure contemporaine où il côtoie Étienne Cournault, Amédée de La Patellière, Robert Lotiron et Louis-Joseph Soulas.
Très tôt, le peintre découvre ses terres de prédilection : Saint-Tropez en 1914 (où il achètera une maison en 1947), Ploumanac’h en Bretagne en 1918, la Grèce en 1934 et l’Italie en 1935, et gagne rapidement l’amitié de nombreux artistes : André Lhote en 1911, Jean Émile Laboureur en 1919 et Jacques Villon en 1938.
Yves Alix est nommé chevalier de la Légion d’honneur en 1934 et promu officier du même ordre en 1951.
Pendant la Seconde Guerre mondiale, il apporte son soutien à de jeunes artistes tels Gustave Singier, Alfred Manessier, Jean Bazaine et Jean Le Moal.
Yves Alix meurt le 22 avril 1969 dans le 13e arrondissement de Paris. Son épouse Charlotte meurt en 1987.

## Son œuvre
Après un début figuratif, Yves Alix s’intéresse dès 1913 au cubisme, y appliquant ses interprétations personnelles mais en en conservant les tonalités. Durant les années 1920 et 1930 l’œuvre de l’artiste sera marquée par un retour à un certain classicisme aboutissant à une période expressionniste, puis par un attrait pour la nature. Enfin, à partir de 1946, la couleur claire, la construction et la simplification du trait orienteront le travail du peintre durant trois décennies.
Parallèlement à ses créations picturale et graphique, l’artiste réalise des décors et costumes pour les représentations des œuvres de Molière, Henri Bernstein, William Shakespeare, Maurice Ravel et Richard Wagner. Il produit des décorations murales pour le paquebot Normandie, pour un pavillon de l’Exposition internationale de 1937 et pour l'hôtel La Colombe d’Or à Saint-Paul-de-Vence. Yves Alix est l'auteur d'illustrations pour les ouvrages de Sophocle, d’Henry de Montherlant, de Fernand Fleuret, d’Alphonse Daudet. Il dessine des maquettes pour le Mobilier national, des cartons pour des tapisseries de la manufacture des Gobelins et pour celle d'Aubusson.
En 1939, il achève la rédaction de Notes sur l’art, 1912-1940 : témoignage, regard sur le travail des peintres qu’il a connu entre les années 1912 et 1939.
Depuis 1912, ses œuvres ont été présentées dans les Salons, dans une centaine d’expositions collectives et dans vingt-huit expositions personnelles.
Ses peintures sont conservées dans de nombreuses collections publiques à Paris au musée national d’art moderne, au musée d’art moderne de la Ville de Paris, dans le Fonds national d’art contemporain, à Albi au musée Toulouse-Lautrec, à Amiens, à Épinal, à La Rochelle, au musée des beaux-arts de Lyon, à Orléans, à Pont-Aven, ainsi qu’à l’étranger à Alger, Djakarta, Moscou, Rabat, Riga, Skopje et Tokyo.

## Musées
- Musée d'art et d'histoire de la Rochelle

## Ouvrages illustrés
- Henry de Montherlant, Les Olympiques, Paris, Crès, 1926
- Fernand Fleuret, Soeur Félicité, Au Sans Pareil, Paris, 1926
- Pierre Loewel, Tableau du Palais, Éditions de la Nouvelle Revue Française, Paris, 1928.
- Guy de Maupassant, La petite Roque et Le Horla, Librairie de France, Paris, 1938

## Publications
- Yves Alix, Notes sur l’art, 1912-1940 : témoignage, Augustin Éditeur-Imprimeur, 1997. Réédition par Les Amis d'Yves Alix en 2000,  (ISBN 2-907179-29-2).